# Виалар, Поль
Поль Виалар (1898—1996) — французский писатель XX века. Автор примерно восьмидесяти романов, многих рассказов и пьес, эссе и мемуаров.
Родился 18 сентября 1898 года в городке Сен-Дени. Воевал на фронте Первой мировой войны. Вернувшись домой, попробовал себя в качестве поэта, представив публике два своих первых поэтических сборника со стихами на военную и антивоенную тематику «Сердце и грязь» (1920) и «Срезанные лавры» (1921). Чуть позже Виалар пробует себя в роли драматурга. Его пьесы «Первая любовь», «Разумный возраст» (1924), «Зеленый бокал», «Мужчины» (1932) пользуются успехом у французской публики.
Однако автор становится известным именно в роли писателя-романиста, благодаря серии своих романов большинство из которых были собраны в циклы. Оценивая его творчество, критики часто упоминали бальзаковские традиции, которыми были пропитаны книги Виалара. Одним из таких романов становится «Морская роза», за которую автор в 1939 получает премию Фемина.
Послевоенное творчество писателя развивается в направлении реализма. В своих послевоенных работах автор пытается затронуть психологические стороны жизни буржуазии. Это особенно заметно в цикле романов «Смерть — это начало» («La mort est un commencement», 1946-51) и «Охота на людей» («La chasse aux hommes», 1952-53). Автор чётко выступает против заговора империалистов Антанты, изобразив французскую интервенцию, направленную против молодой советской республики в романе «Риск и опасности» («Risques et perils», 1948). В цикле романов «Французская хроника XX века» («Chronique francaise de XX-me siecle», 1956—1959) Виалар показывает жизнь различных социальных слоев Франции: жизнь французского генерала, лишь в старости осознающего всю никчёмность своей жизни, изображена в романе «Марсовы звезды» («Les etoiles de Mars», 1955); жизнь крупных дельцов, магнатов находит своё отображение в романе «Нет времени умереть» (/ "И умереть некогда" — «Pas de temps pour mourir», 1958); мелких торговцев в романе «Лавочница» («La boutiquiere», 1957); жизнь и проблемы владельцев издательств в романе «Время обманщиков» («Le temps des imposteurs», 1960).
Был президентом Общества французских литераторов (fr:Société des gens de lettres). Командор Ордена Почётного легиона.
Умер Поль Виалар в возрасте 98 лет в 1996 году.